# Viviana Corvese
Viviana Corvese (née le 28 mai 1978 à Frascati) est une joueuse italienne de volley-ball. Elle mesure 1,87 m et joue au poste de centrale.

## Clubs
| Club                 | Pays   | De        | À         |
| -------------------- | ------ | --------- | --------- |
| Volley Club Frascati | Italie | 1993-1994 | 2002-2003 |
| Praeneste Palestrina | Italie | 2003-2004 | 2004-2005 |
| Roma Pallavolo       | Italie | 2005-2006 | 2008-2009 |
| Chieri Volley        | Italie | 2009-2010 | 2011-2012 |
| Minerva Volley Pavia | Italie | 2012-2013 | 2012-2013 |
| Giò Volley Aprilia   | Italie | 2013-2014 | …         |